# 16157 Тостмастерс
16157 Тостмастерс (16157 Toastmasters) — астероїд головного поясу, відкритий 5 січня 2000 року.
Тіссеранів параметр щодо Юпітера — 3,349.